# Ruscarius creaseri
Ruscarius creaseri är en fiskart som först beskrevs av Carl Leavitt Hubbs 1926.  Ruscarius creaseri ingår i släktet Ruscarius och familjen simpor. Inga underarter finns listade i Catalogue of Life.